# Denis Šefik
Denis Šefik (Niš, 20. rujna 1976.), srbijanski vaterpolski vratar. 
Od sezone 2012./13. igra za beogradsku Crvenu zvezdu (prije za crnogorski klub Budvanska rivijera). Bivši reprezentativac Srbije, od 2010. nastupa za Crnu Goru. Najbolji vratar EP 2008. U završnici srbijanskog kupa 26. siječnja 2014. na Tašmajdanu postigao je pobjedonosni pogodak za Crvenu zvezdu protiv Radničkog s gola na gol u posljednjoj sekundi utakmice.